# Eifelrennen 1934
L'Eifelrennen 1934 est un Grand Prix qui s'est tenu sur le Nürburgring le 3 juin 1934.

## Grille de départ
| 1re ligne | Pos. 3                |                       | Pos. 2                        |                      | Pos. 1                  |
| --------- | --------------------- | --------------------- | ----------------------------- | -------------------- | ----------------------- |
|           | Hellé Nice Alfa Romeo |                       | Von Brauchitsch Mercedes-Benz |                      | Widengren Alfa Romeo    |
| 2e ligne  |                       | Pos. 5                |                               | Pos. 4               |                         |
|           |                       | Gaupillat Bugatti     |                               | Ruesch Maserati      |                         |
| 3e ligne  | Pos. 8                |                       | Pos. 7                        |                      | Pos. 6                  |
|           | Tadini Alfa Romeo     |                       | Stolze Bugatti                |                      | Hartmann Bugatti        |
| 4e ligne  |                       | Pos. 10               |                               | Pos. 9               |                         |
|           |                       | Frankl Bugatti        |                               | Chiron Alfa Romeo    |                         |
| 5e ligne  | Pos. 13               |                       | Pos. 12                       |                      | Pos. 11                 |
|           | Maag Alfa Romeo       |                       | Siena Maserati                |                      | Steinweg Bugatti        |
| 6e ligne  |                       | Pos. 15               |                               | Pos. 14              |                         |
|           |                       | Pietsch Alfa Romeo    |                               | Stuck Auto Union     |                         |
| 7e ligne  | Pos. 18               |                       | Pos. 17                       |                      | Pos. 16                 |
|           | Nuvolari Maserati     |                       | Penn-Hughes Alfa Romeo        |                      | Zu Leiningen Auto Union |
| 8e ligne  |                       |                       | Pos. 19                       |                      |                         |
|           |                       | Fagioli Mercedes-Benz |                               | Momberger Auto Union |                         |

## Classement de la course
| Pos  | no | Pilote                  | Écurie           | Châssis            | Tours | Temps/Abandon      | Grille |
| ---- | -- | ----------------------- | ---------------- | ------------------ | ----- | ------------------ | ------ |
| 1    | 20 | Manfred von Brauchitsch | Daimler-Benz AG  | Mercedes-Benz W25  | 15    | 2 h 47 min 36 s 8  | 2      |
| 2    | 1  | Hans Stuck              | Auto Union       | Auto Union Type A  | 15    | + 1 min 19 s 4     | 14     |
| 3    | 6  | Louis Chiron            | Scuderia Ferrari | Alfa Romeo Tipo B  | 15    | + 5 min 43 s 4     | 9      |
| 4    | 8  | Paul Pietsch            | Privé            | Alfa Romeo 8C 2600 | 15    | + 16 min 28 s 4    | 15     |
| 5    | 17 | Clifton Penn-Hughes     | Privé            | Alfa Romeo 8C 2600 | 15    | + 16 min 57 s 4    | 17     |
| 6    | 16 | Ulrich Maag             | Privé            | Alfa Romeo Monza   | 15    | + 20 min 37 s      | 13     |
| 7    | 14 | László Hartmann         | Privé            | Bugatti T51        | 15    | + 33 min 3 s ?     | 6      |
| 8    | 15 | Jean Gaupillat          | Privé            | Bugatti T51        | 15    | + 34 min 45 s      | 5      |
| Abd. | 22 | Luigi Fagioli           | Daimler-Benz AG  | Mercedes-Benz W25  | 14    | Abandon/feu ?      | 20     |
| Abd. | 2  | Hermann zu Leiningen    | Auto Union       | Auto Union Type A  |       | Mécanique          | 16     |
| Abd. | 5  | Mlle Hellé Nice         | Privé            | Alfa Romeo Monza   |       |                    | 3      |
| Abd. | 9  | Eugenio Siena           | Scuderia Siena   | Maserati 8C        |       | Moteur             | 12     |
| Abd. | 12 | Rudolf Steinweg         | Privé            | Bugatti T35C       |       | Essieu arrière     | 11     |
| Abd. | 18 | Helmut Stolze           | Privé            | Bugatti T35C       |       |                    | 7      |
| Abd. | 24 | Tazio Nuvolari          | Privé            | Maserati 8CM       | 5     | Pilote malade      | 18     |
| Abd. | 7  | Mario Tadini            | Scuderia Ferrari | Alfa Romeo Tipo B  | 3     |                    | 8      |
| Abd. | 11 | Hans Ruesch             | Privé            | Maserati 8CM       | 2     |                    | 4      |
| Abd. | 3  | August Momberger        | Auto Union       | Auto Union Type A  | 1     | Fuite de carburant | 19     |
| Abd. | 19 | Emil Frankl             | Privé            | Bugatti T51        | 0     | Accident mortel    | 10     |
| Abd. | 4  | Per-Wiktor Widengren    | Privé            | Alfa Romeo 8C 2800 | 0     | Moteur             | 1      |
| Np.  | 10 | Giovanni Minozzi        | Scuderia Siena   | Alfa Romeo Monza   |       | Non partant        |        |
| Np.  | 21 | Rudolf Caracciola       | Daimler-Benz AG  | Mercedes-Benz W25  |       | Jugé inapte        |        |
| Np.  | 23 | Hugh Hamilton           | Privé            | Maserati 8CM       |       | Non partant        |        |

- Légende: Abd.=Abandon - Np.=Non partant.

## Pole position & Record du tour
- Pole position : Per-Wiktor Widengren.
- Record du tour : inconnu.